# حجاج بن یوسف بن مطر
حجاج بن یوسف بن مطر ( میلادی ۷۸۶ – ۸۳۳)  ریاضی‌دان عضو دارالحکمه و مترجم نهضت ترجمه بود.

## آثار
وی کتاب اصول اقلیدس را برای یحی بن خالد  ( یحیی برمکی) وزیر هارون‌الرشید به زبان عربی ترجمه کرد.
در ۸۲۹ میلادی ترجمه جدیدی از المجسطی بطلمیوس ارایه داد.